# Crossogaster inusitata
Crossogaster inusitata är en stekelart som beskrevs av Van Noort 1994. Crossogaster inusitata ingår i släktet Crossogaster och familjen fikonsteklar.
Artens utbredningsområde är Zambia. Inga underarter finns listade i Catalogue of Life.